# Санжейски мангабей
Санжейският мангабей (Cercocebus sanjei) е вид бозайник от семейство Коткоподобни маймуни (Cercopithecidae). Видът е застрашен от изчезване.

## Разпространение
Разпространен е в Танзания.